# Nissan Armada
Pour les articles homonymes, voir Armada.
Le Nissan Armada est un SUV vendu en Amérique du Nord par le constructeur japonais Nissan. Ce modèle est basé sur la plateforme d'un Nissan Titan et depuis sa deuxième génération, sur le Nissan Patrol.

## Première génération (2004-2016)

### Contexte

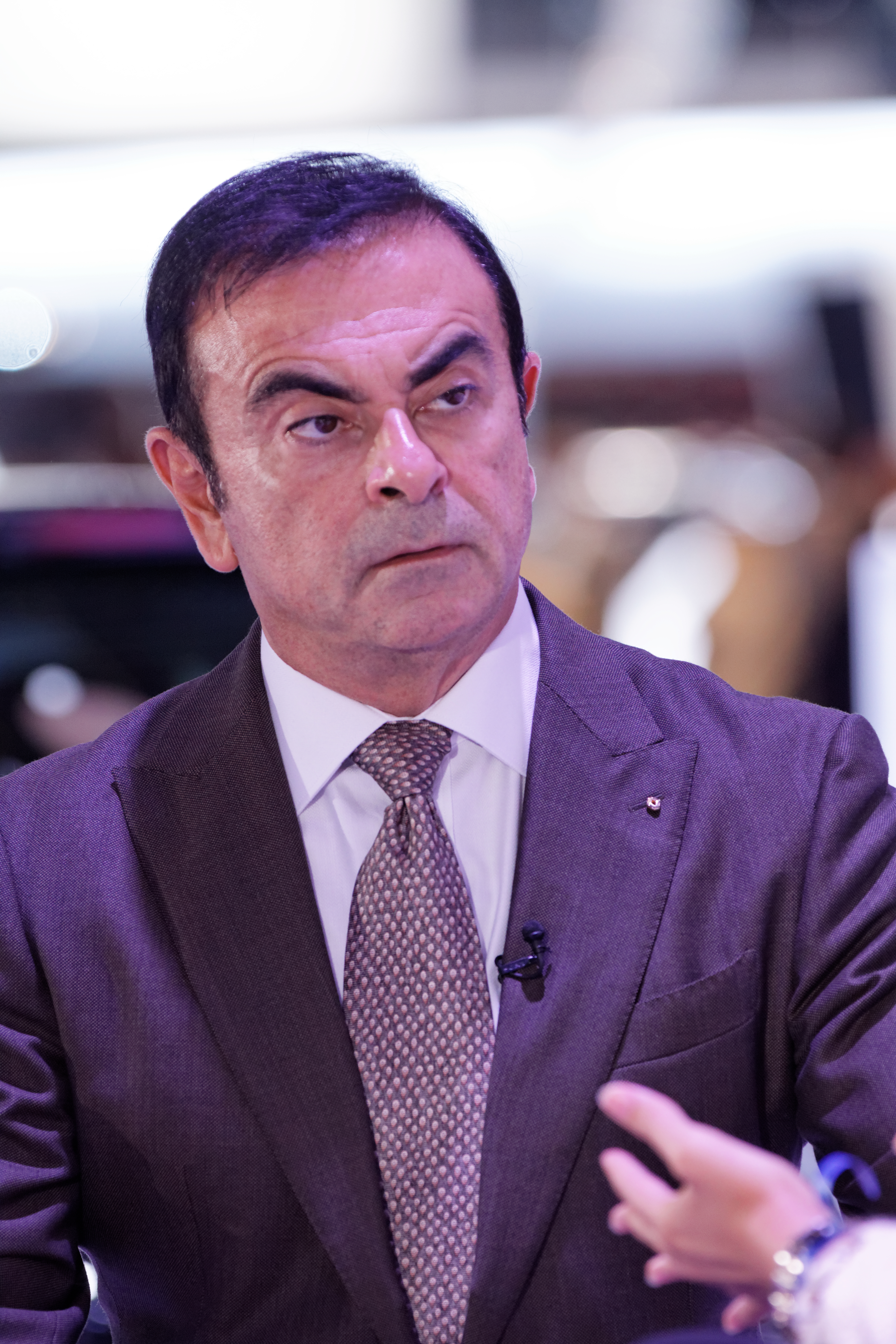
Carlos Ghosn, nommé à la présidence de Nissan au début des années 2000, est à l'origine du plan qui prévoit la création de l'Armada.

L'Armada fait partie intégrante du Nissan Revival Plan mis en place par Carlos Ghosn en octobre 1999 afin de doper les ventes du constructeur japonais dans le monde à la suite de son alliance avec Renault. Ce plan prévoit la création de nombreux nouveaux modèles afin de vitaliser l'image du constructeur qui était alors proche de la faillite. À partir d'avril 2002, un nouveau plan, le Nissan 180, succède au Nissan Revival Plan afin de consolider la position de Nissan et lui assurer une marge opérationnelle plus importante qu’auparavant, en visant notamment le marché américain. 
L'Armada est présenté au salon de l'automobile de New York en avril 2003 sous le nom de Pathfinder Armada et débute sa production la même année dans la nouvelle usine de Nissan à Canton, dans le Mississippi. 

### Design
L'Armada se présente sous la forme d'un SUV « pleine grandeur » partageant de nombreux éléments de style avec le Titan dont il dérive. Ce modèle est inspiré des lignes directrices du projet alpha T présenté en 2001 au Salon de Détroit, notamment en ce qui concerne la calandre et la forme des portières.
En 2008, l'Armada reçoit un léger restylage, visible notamment au niveau de la calandre qui s'intègre dans la nouvelle identité du constructeur.

### Technique

#### Moteur et performances

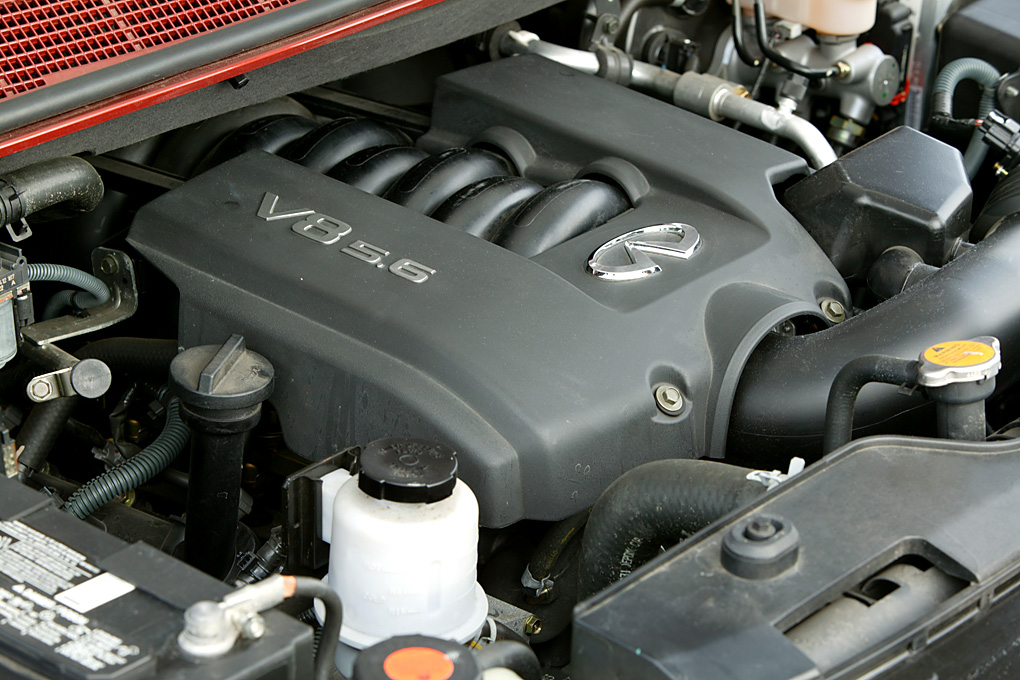
Le V8 de l'Armada, qui motorise également son jumeau, l'Infiniti QX56 ainsi que le Nissan Titan.

L'Armada est motorisé par un V8 essence en aluminium d'une cylindrée de 5 552 cm3 produit à Decherd, dans le Tennessee. Situé en position longitudinale avant, il porte la dénomination technique de VK56DE et commerciale d'Endurance V8. De conception classique, ce moteur présente deux bancs de 4 cylindres inclinés à 90° et surmontés chacun par deux arbres à cames en tête actionnant au total 32 soupapes; la distribution est quant à elle assurée par chaîne. Chaque cylindre a un alésage de 98 mm pour une course de 92 mm et le rapport volumétrique s’établit à 9,8:1.
Ce moteur étant avant tout destiné à être utilisé dans des véhicules ayant une masse élevée et pouvant tracter de lourdes charges, il produit un couple de 522 N m à 3 600 tr/min, dont près de 90 % sont disponibles dès 2 500 tr/min. Il atteint une puissance de 305 ch puis 317 ch au même régime de 4 900 tr/min après 2007, grâce à la distribution variable CVTC,.
Ces caractéristiques permettent à l'Armada de tracter, selon son constructeur, jusqu'à 4 127 kg en plus de son propre poids, ce qui constitue une performance sur ce secteur. En effet, le Chevrolet Suburban permet de tracter 3 765 kg et le Toyota Sequoia 3 356 kg.
Au-delà de ses capacités utilitaires, l'Armada est capable d’abattre le 0 à 97 km/h en 6,8 secondes et de couvrir le quart de mille (402 m) en 15,3 secondes (respectivement 7 et 15,5 secondes avant l'augmentation de puissance en 2007).
Ces performances se font au détriment de la consommation de carburant, le V8 engloutissant 15,7 L d'essence aux 100 km sur un parcours mixte, 18,1 L en ville et 12,4 L en parcours extra-urbain.

#### Transmission
L'Armada utilise une boîte de vitesses automatique à 5 rapports fabriquée par Jatco, la RE5RO5A. Elle est accouplée à une boîte de transfert permettant la sélection d'une gamme courte. La transmission se fait aux roues arrière ou bien aux quatre roues selon les modèles.

#### Châssis et comportement

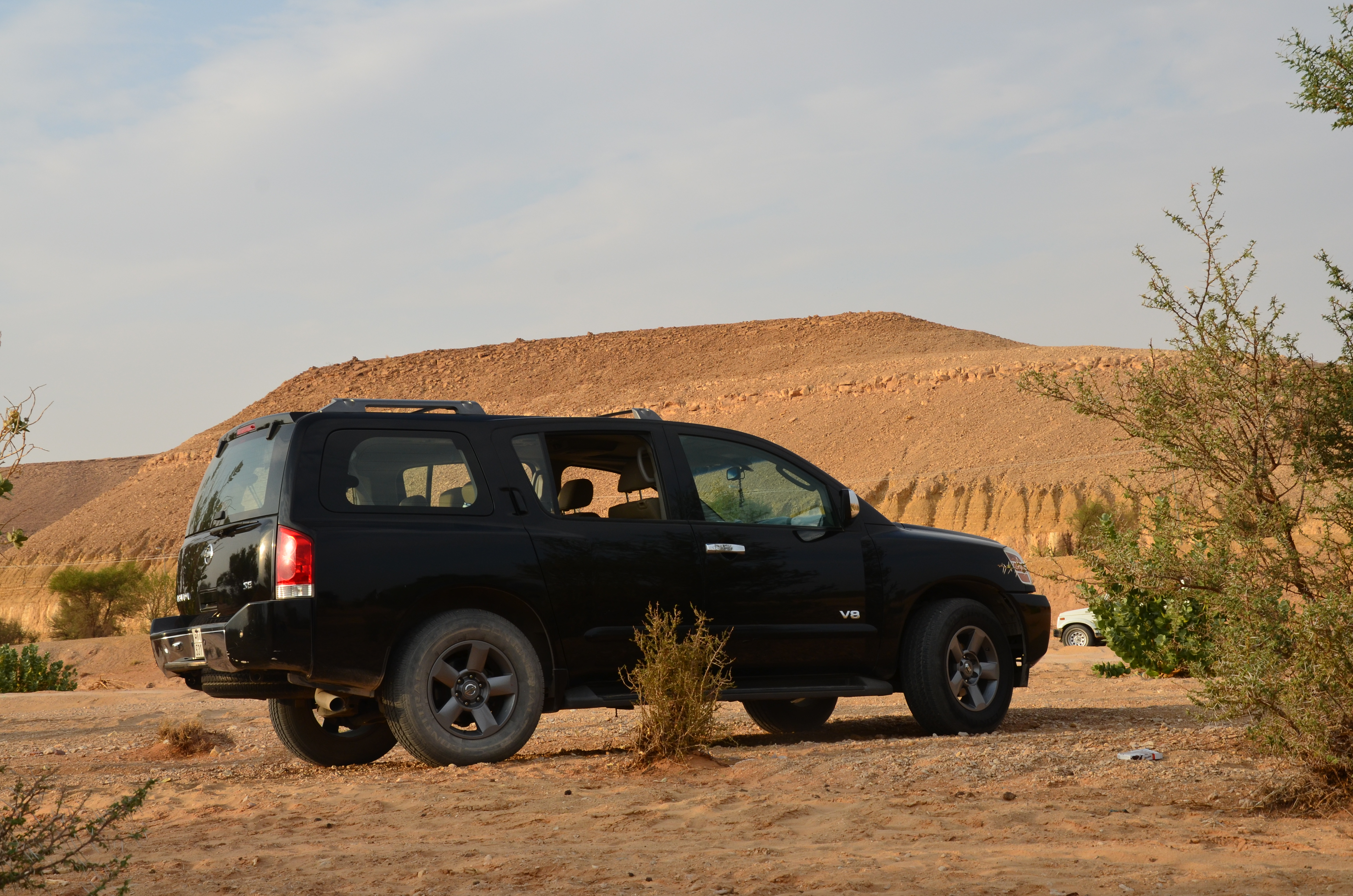
L'Armada dispose d'une transmission intégrale sur certains modèles, lui permettant des capacités de franchissement.